# Schwarzburg-Sondershausen
Schwarzburg-Sondershausen là một nhà nước nhỏ thuộc Đế chế La Mã Thần thánh, được thành lập vào năm 1599, dưới hình thức là một Bá quốc, cai trị bởi Nhà Schwarzburg. Năm 1697, bá quốc này được nâng lên thành Thân vương quốc và nó tồn tại cho đến khi chế độ quân chủ được bãi bỏ ở Đức vào năm 1918.
Schwarzburg-Sondershausen ngày nay nằm trong bang Thuringia của Đức. Diên tích của nó rất khiêm tốn, chỉ rộng 862 km2 và dân số 85.000 người (1905).